# إيغور باليش
إيغور باليش Igor Bališ (مواليد 5 يناير 1970) لاعب كرة قدم سلوفاكي سابق . لعب باليش في نادي وست بروميتش ألبيون في إنجلترا. كما لعب مع سبارتاك ترنافا وسلوفان براتيسلافا، بالإضافة إلى منتخب سلوفاكيا .
انضم باليش إلى ألبيون في نوفمبر 2000 مقابل 150.00 جنيه إسترليني. ظهر لأول مرة مع ألبيون في 23 ديسمبر 2000، حيث جاء كبديل متأخر في الفوز 3-0 على نوتنغهام فورست . قام بتحويل ركلة جزاء دراماتيكية في الوقت المحتسب بدل الضائع ضد برادفورد سيتي في المباراة قبل الأخيرة من موسم 2001-02، والتي وضعت ألبيون على اعتاب الصعود إلى الدوري الممتاز .  
شارك ألبيون اللعب في سلسلة من 8 مباريات بدون هزيمة قبل المباراة مع برادفورد، كانت النتيجة 0-0، حيث لم يتمكن الفريقان من التسجيل. تم إسقاط بوب تايلور في الدقيقة 90 من المباراة و تحصل على ضربة جزاء. على الرغم من فرصة التسجيل، لم يكن مؤكدًا من الذي سينفذ ركلة الجزاء لأن ألبيون قد أضاع 8 من 11 ركلة جزاء تم منحها في ذلك الموسم، إلا أن مهاجمي النادي، سكوت دوبي وبوب تيلور، أضاع كل منهما ضربة جزاء . تطوع باليش لتنفيذ ركلة الجزاء، على الرغم من أنه لم يسدد اي ضربة جزاء في مباراة رسمية من قبل، وهي معلومة لم يكن مديره غاري ميجسون وزملاؤه على دراية بها. سجل تسديدة ارضية على يمين الحارس. ضمنت ركلة الجزاء الفوز 1-0 وحافظ فوز ألبيون على إمكانية الترقية في أيديهم ولن يتمكن غريمه المحلي ولفرهامبتون واندرارز إف سي من اللحاق بهم في اليوم الأخير ما لم يخسر ألبيون.
يحتفل جمهور وست بروميتش ألبيون يوم 13 أبريل، موعد مباراة برادفورد سيتي، بـ "يوم إيغور باليش" تقديراً لأهمية تسجيل ركلة الجزاء التي أوصلت النادي إلى الدوري الإنجليزي الممتاز.
بعد إكمال موسم في الدوري الممتاز مع ألبيون،خرج باليش من النادي وعاد إلى سلوفاكيا، بعد أن عانى من تكرار الإصابة بطنين الأذن . 

## روابط خارجية
- إيغور باليش على Soccerbase
- Igor Bališ at National-Football-Teams.com